# 信號槍
信號槍（英語：flare gun），為專門發射信號彈的特大口徑前装槍械，口徑往往逾20毫米。一般而言，大部分信號槍使用近似單發手槍的結構。信號彈可以分為单管和多管。